# جيمس كوكس (مخرج)
جيمس كوكس (بالإنجليزية: James Cox)‏ هو كاتب سيناريو ومخرج أمريكي، ولد في 5 فبراير 1975 في الولايات المتحدة.

## وصلات خارجية
- جيمس كوكس على موقع IMDb (الإنجليزية)
- جيمس كوكس على موقع ألو سيني (الفرنسية)
- جيمس كوكس على موقع ميوزك برينز (الإنجليزية)
- جيمس كوكس على موقع أول موفي (الإنجليزية)
- جيمس كوكس على موقع قاعدة بيانات الأفلام السويدية (السويدية)
- جيمس كوكس على موقع قاعدة بيانات الفيلم (الإنجليزية)
- جيمس كوكس على موقع كينوبويسك (الروسية)